# Zastava Njemačke
Zastava Savezne Republike Njemačke (njem. Flagge der Bundesrepublik Deutschland) ili Savezna zastava (njem. Bundesflagge), trobojnica je koja se sastoji od tri jedna horizontalne trake koje predstavljaju nacionalne boje Njemačke: crnu, crvenu i zlatnu. U današnjem obliku prihvaćena je 1919. godine. Ponovno je prihvaćena novim ustavom iz 1949. godine.

## Povijest
Njemačka ima dvije konkurentske tradicije nacionalnih boja, crnu-crvenu-zlatnu i crnu-bijelu-crvenu, koje su odigrale važnu ulogu u suvremenoj povijesti Njemačke. Crna-crvena-zlatna trobojnica prvi put se pojavili u 1778. godini, postala je istaknuta tijekom Revolucije 1848. godine. 
Narodna skupština predložila je trobojnicu za zastavu ujedinjene i demokratske Njemačke kao ustavne monarhije. Osnivanjem kratkotrajne Weimarske Republike poslije Prvog svjetskog rata, trobojnica je usvojena kao nacionalna zastava Njemačke. Šesnaest godina nakon Drugog svjetskog rata, trobojnica je ponovo službeno kao zastava Zapadne i Istočne Njemačke. Obje zastave su bile identične sve do 1959., kada je zastavi Istočne Njemačke pridodan grb. Od ujedinjenja 3. listopada 1990., crno-crveno-zlatna trobojnica postala je zastava ujedinjene Savezne Republike Njemačke.
Nakon Austro-pruskog rata 1866., Sjevernonjemačka konfederacija u kojoj je dominantna bila Pruska usvojila je crno-bijelo-crvenu trobojku za svoju zastavu. Ova zastava je kasnije postala zastava Njemačkog Carstva, koje je nastalo ujedinjenjem Njemačke pod pruskim kraljem koji je postao car u 1871. godini, i u upotrebi je bila sve do kraja Prvog svjetskog rata. Crna, bijela i crvena ponovo su uvedene kao njemačke nacionalne boje s uspostavljanjem Nacističke Njemačke na čelu s Adolfom Hitlerom 1933. godine, zamjenjujući njemačke republikanske boje s carskim bojama sve do kraja Drugog svjetskog rata.
Boje suvremene zastave povezane su s republikanskom demokracijom prvi put predloženom 1848., a osnovanom poslije Prvog svjetskog rata i predstavlja njemačko jedinstvo i slobodu. Za vrijeme Weimarske Republike, crno-crveno-zlatne boje bile su boje demokratske, centrističke i republikanske političke stranke, kao što se vidi u nazivu organizacije Reichsbanner Schwarz-Rot-Gold, koju su usvojili članovi socijaldemokratskih, centrističkih i demokratskih stranaka.

### Povijesne inačice
- Zastava Svetog Rimskog Carstva (1200. – 1350.)
- Zastava Svetog Rimskog Carstva (1430. – 1806.)
- Ratna zastava Njemačkog saveza (1848. – 1852.)
- Zastava Sjevernonjemačke konfederacije (1867. – 1871.)
- Zastava Kraljevine Pruske (1892. – 1918.)
- Zastava Njemačkog Carstva (1871. – 1918.)
- Zastava Weimarske Republike (1919. – 1933.)
- Zastava Njemačkog Reicha (1933. – 1935.)
- Zastava Trećeg Reicha (1935. – 1945.)
- Zastava Savezničke okupacijske zone u Njemačkoj (1946. – 1949.)
- Prijedlog Kršćansko-demokratske unije, za zastavu SR Njemačke (1948.)
- Zastava SR Njemačke (1949. – 1990.)
- Zastava Njemačke Demokratske Republike (1949. – 1990.)

### Ostale inačice
- Neslužbeni prikaz Njemačke zastave s grbom
- Zastava Njemačke pošte (1950. – 1994.)
- Zastava Njemačke na Olimpijskim igrama (1959. – 1968.)
- Reichsbanner Schwarz-Rot-Gold (2013.)

## Dizajn

### Boje
| Model boja | Crna      | Crvena      | Zlatna     |
| ---------- | --------- | ----------- | ---------- |
| RGB        | 00 00 00  | FF 00 00    | FF CC 00   |
| CMYK       | 0-0-0-100 | 0-100-100-0 | 0-12-100-5 |
| HTML       | #000000   | #FF0000     | #F2D500    |

## Vanjske poveznice
- Flags of the World

|  | Portal Njemačke: pristup člancima s tematikom o Njemačkoj |